# Wandersleben
Wandersleben is een plaats en voormalige gemeente in de Duitse deelstaat Thüringen, en maakt deel uit van de gemeente Drei Gleichen in het district Gotha.